# Machine Head (album)
Machine Head šesti je studijski album britanskog hard rock sastava Deep Purple, kojeg u Americi 1972. godine objavljuje diskografska kuća 'Warner Bros.', a u Velikoj Britaniji  'EMI/Purple'. Materijal je sniman u 'Grand Hotelu' Montreux, Švicarska u mjesecu prosincu 1971. godine.
Album je često citiran kao vrlo utjecajan u razvoju heavy metal glazbenog žanra. To je njihov najuspješniji snimak i nakon objavljivanja dolazi na sam vrh mnogih Top ljestvica. 2001. godine, časopis 'Q', stavlja ga na popis "50 najboljih albuma za sva vremena".
Machine Head sastavni je dio dokumentarne serije pop i rock albuma pod nazivom Classic Albums. Album je također 2001. objavljen na audio DVD-u, a 2003. godine izlazi u višekanalni audio super CD formatu.

## Popis pjesama
Sve pjesme napisali su Ritchie Blackmore, Ian Gillan, Roger Glover, Jon Lord i Ian Paice.

### Originalno vinil izdanje
1. "Highway Star" – 6:05
2. "Maybe I'm a Leo" – 4:51
3. "Pictures of Home" – 5:03
4. "Never Before" – 3:56
5. "Smoke on the Water" – 5:40
6. "Lazy" – 7:19
7. "Space Truckin'" – 4:31

### Izdanje na CD-u povodom 25. godišnjice

#### Disk prvi:The 1997 Remixes
1. "Highway Star" – 6:39
2. "Maybe I'm a Leo" – 5:25
3. "Pictures of Home" – 5:21
4. "Never Before" – 3:59
5. "Smoke on the Water" – 6:18
6. "Lazy" – 7:33
7. "Space Truckin'" – 4:52
8. "When a Blind Man Cries" – 3:33

#### Disk drugi:The Remasters
1. "Highway Star" – 6:08
2. "Maybe I'm a Leo" – 4:52
3. "Pictures of Home" – 5:08
4. "Never Before" – 4:00
5. "Smoke on the Water" – 5:42
6. "Lazy" – 7:24
7. "Space Truckin'" – 4:35

##### Bonus pjesme povodom 25. godišnjice
1. "When a Blind Man Cries" (original B-strana) – 3:32
2. "Maybe I'm a Leo" (Quadrophonic miks)  – 5:00
3. "Lazy" (Quadrophonic miks)  – 6:57

## Top ljestvica
| Godina | Ljestvica                                     | Pozicija |
| ------ | --------------------------------------------- | -------- |
| 1972.  | The UK Album Chart                            | #1       |
| 1972.  | Australian Kent Music Report ljestvica albuma | #1       |

## Izvođači
- Ritchie Blackmore – gitara
- Ian Gillan – vokal, usna harmonika
- Roger Glover – bas-gitara
- Jon Lord – pianino, orgulje, klavijature
- Ian Paice – bubnjevi

### Produkcija
- Martin Birch – projekcija
- Jeremy (Bear) Gee – asistent
- Nick Watterton – tehničar
- Ian Hansford, Rob Cooksey, Colin Hart – oprema
- Martin Birch and Deep Purple – miks
- Shephard Sherbell – fotografija
- Roger Glover, John Coletta – dizajn omota
- Peter Denenberg, Roger Glover – remiks
- Peter Mew – remastering

## Vanjske povenice
- Discogs.com - Deep Purple  - Machine Head